# Cedrik Gbo
Cedrik Gbo, né le 9 septembre 2002 à Abidjan, est un footballeur ivoirien. Il joue au poste de milieu défensif à l'Étoile sportive du Sahel.

## Biographie
Arrivé à l'Espérance sportive de Tunis lors de l'été 2019, il intègre l'équipe première en octobre 2020. Le 17 décembre 2020, il joue son premier match en championnat contre l'Union sportive de Tataouine au Stade olympique de Radès, où il dispute l'intégralité de la rencontre (victoire 1-0 de l'EST).
Le 3 avril 2021, il joue son premier match en Ligue des champions contre l'équipe sénégalaise du Teungueth FC au Stade Lat-Dior. Il sort du terrain peu après l'heure de jeu, et l'Espérance s'incline (2-1).
Le 27 avril 2023, il est prêté pour une saison à Minnesota United 2, l'équipe réserve de Minnesota United, une franchise de Major League Soccer.

## Statistiques
| Saison                | Club                      | Championnat           | Championnat | Championnat | Coupe(s) nationale(s) | Coupe(s) nationale(s) | Supercoupe | Supercoupe | Compétition(s) continentale(s) | Compétition(s) continentale(s) | Compétition(s) continentale(s) | Total | Total |
| Saison                | Club                      | Division              | M.          | B.          | M.                    | B.                    | M.         | B.         | Comp.                          | M.                             | B.                             | M.    | B.    |
| 2020-2021             | ES Tunis                  | Ligue 1 Pro           | 10          | 0           | -                     | -                     | 1          | 0          | C1                             | 1                              | 0                              | 12    | 0     |
| 2021-2022             | ES Tunis                  | Ligue 1 Pro           | -           | -           | -                     | -                     | 1          | 0          | C1                             | -                              | -                              | 1     | 0     |
| Sous-total            | Sous-total                | Sous-total            | 10          | 0           | 0                     | 0                     | 2          | 0          | -                              | 1                              | 0                              | 13    | 0     |
| 2023                  | Minnesota United 2 (prêt) | MLS Next Pro          | 19          | 0           | -                     | -                     | -          | -          | -                              | -                              | -                              | 19    | 0     |
| 2023-2024             | AS Soliman                | Ligue 1 Pro           | 15          | 0           | -                     | -                     | -          | -          | -                              | -                              | -                              | 15    | 0     |
| 2024-2025             | ES Sahel                  | Ligue 1 Pro           | 23          | 0           | 1                     | 0                     | -          | -          | -                              | -                              | -                              | 24    | 0     |
| Total sur la carrière | Total sur la carrière     | Total sur la carrière | 67          | 0           | 1                     | 0                     | 2          | 0          | -                              | 1                              | 0                              | 71    | 0     |

## Palmarès
ES Tunis
- Championnat de Tunisie en 2020-2021
- Vainqueur de la Supercoupe de Tunisie en 2020-2021